# Oberamt Mahlberg
Das Oberamt Mahlberg war in napoleonischer Zeit eine Verwaltungseinheit der Markgrafschaft sowie des aus ihr hervorgegangenen Landes Baden. Es wurde 1810 aufgelöst.

## Geschichte

### Historischer Hintergrund
Das in der südlichen Ortenau an der Grenze zum Breisgau zwischen dem Oberrhein im Westen und dem mittleren Schwarzwald im Osten gelegene Oberamt hatte seine Wurzeln in der im Mittelalter aus einer Teilung des Hauses Geroldseck hervorgegangenen Unteren Herrschaft Lahr. Nach dem Aussterben der geroldseckschen Nebenlinie kam es unter den Erben zu einem komplizierten Prozess um die Nachfolge, an deren Ende 1629 eine Aufteilung der hieraus entstandenen Herrschaft Lahr-Mahlberg stand. Den Bestandteil Mahlberg trug sie nach der gleichnamigen Burg und Stadt. Der Norden kam als Herrschaft Lahr an das Haus Nassau, der Süden an die Markgrafschaft Baden-Baden. Als Teil der Markgrafschaft Baden firmierte letzterer noch 1786 als Oberamt der Herrschaft Mahlberg, später entwickelte er sich zum Oberamt Mahlberg.

### 1803 bis 1810

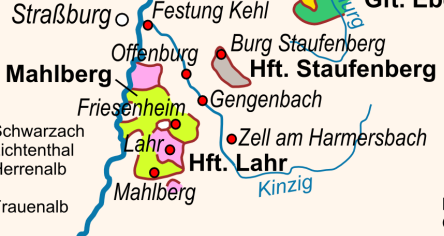
Die altbadischen Besitzungen in der Region

Mit dem Reichsdeputationshauptschluss von 1803 konnte die zum Kurfürstentum aufgewertete Markgrafschaft Baden erhebliche Gebietsgewinne verzeichnen. Dessen Regierung erließ daraufhin kurz nacheinander mehrere Organisationsedikte, von denen zwei die neue Verwaltungsstruktur des Landes festlegten. Im dritten von ihnen wurde das Land in drei Provinzen untergliedert, im sechsten die darunter gelagerte Ebene behandelt. Für den geographisch gesehen mittleren Bereich, in deren Zentrum die Gebiete der altbadischen Markgrafschaften Baden-Baden und Baden-Durlach standen, war es die Provinz der Markgrafschaft, auch Badische Markgrafschaft genannt. Es folgte, neben einer Obervogtei, die Ausweisung von fünf Landvogteien. Letzteren wurden jeweils mehrere Ämter zugewiesen. Bis zur Errichtung dieser Landvogteien wurden übergangsweise Oberämter eingerichtet oder bestehende zugewiesen, die Teile der künftigen Landvogteien umfassten. Für den Bereich der Landvogtei Hochberg, der insgesamt fünf künftige Ämter zugeordnet wurden, waren es die noch aufzuteilenden Oberämter Hochberg (zwei) und Mahlberg (drei).
Neben den nun wieder unter einem Dach vereinigten Teilen der geroldseckschen Herrschaft wurden dem Oberamt Mahlberg, neben zwei Orten von Hochberg, zusätzlich noch Gebiete des aufgelösten Fürstbistums Straßburg zugewiesen. Zum einen war es die Herrschaft Ettenheim, zum anderen das Kloster Ettenheimmünster mit mehreren ihm unterstellten Orten. Das Oberamt hatte einen doppelten Sitz in Lahr und in Mahlberg. Zunächst war es in zwei entsprechende Amtsbereiche untergliedert, Anfang 1804 kam mit dem Amt Ettenheimmünster ein dritter hinzu.
Da es nicht zur Errichtung der Landvogtei kam, blieb das Oberamt zunächst erhalten. Im Sommer 1807 wurde der Lahrer Teil als Oberamt Lahr verselbstständigt, beide wurden der neu errichteten Provinz des Mittelrheins unterstellt. Bei dieser Gelegenheit wurden dem Oberamt Mahlberg noch die grundherrlichen Orte Rust, Diersburg, Meißenheim, Allmannsweier, Schmieheim, Nonnenweier, Altdorf, Orschweier, Wittenweier sowie die Höfe Ottenweier und Rohrburg zugeteilt.
In Umsetzung des Novemberedikts von 1809 wurde Anfang 1810 das Oberamt Mahlberg aufgehoben, das Amt Mahlberg wurde eigenständig, außerdem entstand neu das Amt Ettenheim, dem auch das aufgelöste Amt Ettenheimmünster zugewiesen wurde. Beide wurden dem Kinzigkreis zugeteilt, dem die grundherrlichen Orte unmittelbar unterstellt wurden.

## Leiter der Verwaltung
Der mit der Leitung, als Landvogt, beauftragte Adam Franz Xaver von Roggenbach hatte dieses Amt bereits seit 1801 innegehabt. Nach der Auflösung des Oberamtes wurde er zum Direktor des neu gegründeten Dreisamkreises berufen.

## Weitere Entwicklung
Das Amt Mahlberg wurde 1813 aufgehoben, seine Ortschaften auf das Bezirksamt Lahr und das Bezirksamt Ettenheim verteilt. Letzteres hatte Bestand bis 1924, dann wurde es ebenfalls Lahr zugewiesen. Das Bezirksamt Lahr wurde 1939 in den Landkreis Lahr umgewandelt. Er ging Anfang 1973 im Ortenaukreis auf.